# Igor Igorevitx Wagner
Igor Igorevitx Wagner (en rus, Егор Егорович Вагнер, sovint Georg Wagner o Egor Vagner; Kazan, 9 de desembre de 1849 – Varsòvia, 27 de novembre de 1903) fou un químic rus.
El pare de Wagner era advocat i funcionari d'origen alemany, mentre que la seva mare procedia de l'aristocràcia russa. Va començar a estudiar dret el 1867 a la Universitat de Kazan, però després va passar a la química sota la influència d'Alexander Mikhaylovich Zaytsev. Zaytsev havia convertit Kazan en un centre de química orgànica a Rússia i molts dels seus estudiants es van convertir en professors. Wagner va obtenir el títol de química el 1874 i va rebre una beca de dos anys per preparar-se per convertir-se en professor. Es va quedar amb Zaytsev un any a Kazan i va passar un any amb Bútlerov a la Universitat de Sant Petersburg. Després va ser professor ajudant a Sant Petersburg fins al 1882 i posteriorment professor a l'Institut Forestal i Agrícola de Puławy, a prop de Lublin, on va establir un laboratori de química orgànica.
Es va convertir en el primer professor de química orgànica el 1886 a la Universitat de Varsòvia, però es va traslladar el 1889 a la recent fundada Politècnica de Varsòvia, on va ser professor de Química Orgànica i degà de la Facultat de Química.
La reacció de transposició de Wagner-Meerwein rep el nom de Wagner i Hans Meerwein. Wagner va proposar que el clorur de bornil patia un reordenament intern per formar pinè. Aquest tipus de reordenació va ser generalitzada per Meerwein.